# Blizzard of Ozz
| Đánh giá chuyên môn           | Đánh giá chuyên môn |
| Nguồn đánh giá                | Nguồn đánh giá      |
| Nguồn                         | Đánh giá            |
| ----------------------------- | ------------------- |
| AllMusic                      | [ 1 ]               |
| BBC Music                     | (yêu thích)         |
| MusicRadar                    | (yêu thích)         |
| Martin Popoff                 | [ 4 ]               |
| Rolling Stone                 | [ 5 ]               |
| Uncut                         | [ 6 ]               |
| Encyclopedia of Popular Music | [ 7 ]               |

Blizzard of Ozz là album phòng thu solo đầu tay của ca sĩ người Anh Ozzy Osbourne, phát hành ngày 12 tháng 9 năm 1980 tại Liên hiệp Anh và ngày 27 tháng 3 năm 1981 tại Mỹ. Album là đĩa nhạc phát hành đầu tiên của Osbourne sau khi ông bị khai trừ khỏi Black Sabbath vào năm 1979. Blizzard of Ozz là album đầu tiên trong loạt hai album phòng thu mà Osbourne đã thu âm với nghệ sĩ guitar Randy Rhoads trước khi Rhoads qua đời vào năm 1982. Năm 2017, album được xếp hạng thứ 9 trong danh sách "100 album nhạc metal hay nhất mọi thời đại" của tạp chí Rolling Stone.

## Sáng tác và thu âm
Phần lớn album được sáng tác bởi nghệ sĩ guitar Randy Rhoads, tay bass Bob Daisley và Ozzy Osbourne trong một cơ sở tập diễn nhạc trong nhà ở Monmouth, Wales, cùng với một người bạn của Osbourne tên là Barry Screnage biểu diễn với tư cách là tay trống của nhóm. Screnage chưa bao giờ được coi là ứng cử viên cho vị trí tay trống cố định của nhóm và hoàn toàn không tham gia vào quá trình sáng tác. Ban nhạc đã thu âm đĩa demo của các bài hát "I Don't Know", "Crazy Train", "Goodbye to Romance" và "You Look at Me Look at You" tại Birmingham vào đầu năm 1980 với Dixie Lee, cựu tay trống Lone Star. Họ hy vọng Lee sẽ là thành viên cố định nhưng "anh ấy không phải là mảnh ghép cuối cùng của bức hình", tay bass Daisley kể lại. Sau khi thử việc một số tay trống, Lee Kerslake (cựu thành viên của Uriah Heep) đã được thuê làm tay trống cố định. Đội hình hoàn thiện đã chuyển chỗ trú tại Lâu đài Clearwell ở Gloucestershire trong 6 ngày để tập luyện và tạo cho Kerslake cơ hội học các bài hát mới. Một tuần sau, họ đến Ridge Farm Studio để bắt đầu ghi âm.
Bài hát đầu tiên được sáng tác cho album là "Goodbye to Romance". Osbourne tuyên bố rằng bài hát là cách anh ấy nói lời tạm biệt với ban nhạc cũ Black Sabbath, vì anh nghĩ rằng sự nghiệp của mình đã kết thúc sau khi rời ban nhạc. Sau khi biểu diễn một chương trình ở Birmingham, ban nhạc vội vàng quay trở lại Ridge Farm để phối lại bài "Goodbye to Romance" thành một đĩa đơn. Sáng hôm sau, họ được thông báo rằng hãng đĩa Jet Records của họ muốn phát hành thay thế bằng một bài hát hoàn toàn mới dưới dạng đĩa đơn. Rhoads, Daisley và Kerslake nhanh chóng cùng cho ra bài hát "You Said It All", với tay trống Kerslake thể hiện phần thu giọng trước tại buổi soundcheck trong khi Osbourne say rượu ngủ dưới gầm trống. Bài hát cuối cùng không bao giờ được thu âm, mặc dù một bản nhạc sống đã được phát hành trên đĩa Ozzy Osbourne Live EP vào năm 1980. Bài hát cuối cùng được viết là "No Bone Movies", lúc đầu định chỉ được dùng làm bài mặt B nhưng đã được thêm vào album để ghi công cho Kerslake, vì tất cả những chất liệu khác đã ra đời trước khi anh tham gia. ban nhạc. Nhạc công keyboard Don Airey tuyên bố rằng các phần thu của "Revelation (Mother Earth)" cũng như phần mở đầu của "Mr. Crowley" đã được anh sáng tác trong phòng thu, mặc dù anh chưa bao giờ được ghi công sáng tác cho những đóng góp này.
Lúc đầu Chris Tsangarides thuê để sản xuất album, với Max Norman làm kỹ thuật viên phòng thu. Osbourne và ban nhạc rất không hài lòng với khâu sản xuất của Tsangarides và anh đã bị sa thải và thay thế bởi Norman, người đã tham gia hoàn thành khâu sản xuất và kỹ thuật. Phần việc sản xuất của Norman trên Blizzard of Ozz không được ghi công, mặc dù anh tiếp tục sản xuất tất cả các album của Osbourne trước The Ultimate Sin năm 1986.
Mặc dù Sharon cho biết khâu thu âm Blizzard of Ozz là một trong những trải nghiệm tuyệt vời nhất trong đời cô, song cô ấy đã ở Los Angeles trong thời gian thu âm và chưa gặp ban nhạc. Thelma (vợ của Osbourne lúc ấy) đã có mặt tại Ridge Farms Studios trong phần lớn thời gian thu âm.

## Phát hành
Các bài hát trong album là "Crazy Train" và "Mr. Crowley" được phát hành dưới dạng đĩa đơn vào năm 1980. Một năm sau, "Crazy Train" tiếp tục đạt vị trí thứ 9 trên bảng xếp hạng Hot Mainstream Rock Airplay của Billboard. Vào tháng 1 năm 2009, bài hát giành được chứng nhận 2× Bạch kim. Mặc dù ít được phát trên radio sau lần đầu phát hành, "Crazy Train" đã trở thành một trong những bài hát trứ danh của Osbourne và không thể thiếu trong danh sách các bài  classic rock trên sóng phát thanh trong những năm tiếp theo.
Album đã gặt hái thành công về mặt thương mại với chứng nhận 4 × đĩa bạch kim tại Mỹ vào năm 1997, một thành tích mà Osbourne không tái diễn cho đến trước khi No More Tears được chứng nhận vào năm 2000. Vào năm 2019, album đã sở hữu chứng nhận 5 × đĩa bạch kim. Tại Vương quốc Anh, đây là album đầu tiên trong 4 album của Osbourne đạt được chứng nhận đĩa Bạc (60.000 đơn vị tiêu thụ) bởi British Phonographic Industry vào tháng 8 năm 1981. Nhạc phẩm còn xếp thứ 13 trong cuộc bình chọn "100 album guitar hay nhất mọi thời đại" của độc giả tạp chí Guitar World. Trong cuốn tự truyện của mình, Osbourne không do dự mà thừa nhận rằng vào thời điểm album đang được thu âm, anh cảm thấy mình đang cạnh tranh trực tiếp với ban nhạc cũ của mình là Black Sabbath.

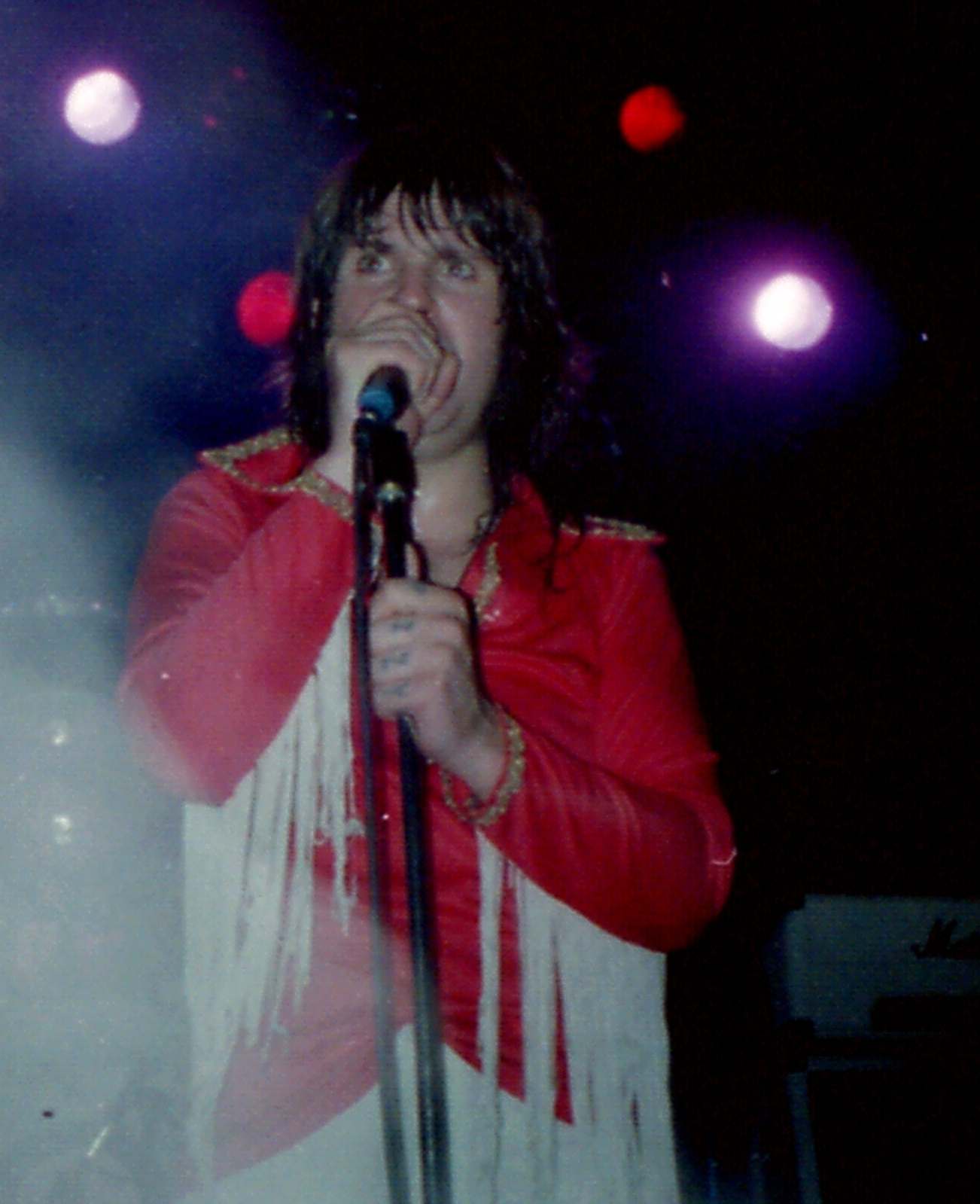
Osbourne biểu diễn nhằm quảng bá Blizzard of Ozz ở Cardiff, Wales vào ngày 9 tháng 10 năm 1980

Blizzard of Ozz được tái phát hành gây tranh cãi vào năm 2002 với các bản ghi trống và bass gốc được thay thế bằng các bản ghi mới do tay bass Robert Trujillo và tay trống Mike Bordin thu âm; tuy nhiên, các bản ghi bass và trống gốc đã được khôi phục cho bản phát hành năm 2011 do sự phản đối kịch liệt của khán giả. Bản phát hành năm 2011 đã giành chứng nhận đĩa bạc của BPI vào năm 2013. Một hộp đĩa bao gồm cả hai album tái phát hành, Blizzard of Ozz/Diary of a Madman 30th Anniversary Deluxe Box Set, đã được trình làng, bao gồm cả hai đĩa CD tái phát hành, đĩa LP Vinyl bản 180 gam của cả hai album (chỉ album gốc), DVD tài liệu "Thirty Years After the Blizzard", hơn 70 phút thời lượng các buổi biểu diễn và phỏng vấn trực tiếp hiếm, một bản sao cây thánh giá trứ danh của Ozzy và một áp phích 2 mặt.

## Tranh cãi

### "Suicide Solution"
Bài hát "Suicide Solution" đã vấp phải nhiều tranh cãi, đáng chú ý nhất là vụ tự sát vào tháng 10 năm 1984 của John McCollum, một thiếu niên trầm cảm tự bắn vào đầu mình. Cha mẹ của cậu bé cáo buộc rằng con trai họ đã nghe bài hát ngay trước khi tự sát, và họ kiện Osbourne cùng với CBS Records vì "khuyến khích hành vi tự hủy hoại bản thân" ở những thiếu niên "đặc biệt dễ bị tiêm nhiễm" những ảnh hưởng nguy hiểm (McCollum et al .v. CBS, Inc., và cộng sự. ). Osbourne bào chữa trước toà rằng trong khi bài hát được sáng tác, những câu từ "Wine is fine but whiskey's quicker" ("Rượu vang thì tốt nhưng rượu whisky thì nhanh hơn") đột ngột nảy trong đầu anh. Nó không phải phản ánh về giá trị của tự sát mà là về cái chết của ca sĩ Bon Scott (AC/DC), một người bạn của Osbourne vừa qua đời vì tai nạn liên quan đến rượu. Bob Daisley (người tuyên bố đã viết phần lớn lời ca khúc) cho biết anh đã nghĩ đến những vấn đề lạm dụng chất kích thích của chính Osbourne trong đầu khi sáng tác bài hát. Bản thân Osbourne cũng cho hay ca khúc nhằm biểu thị vấn đề nghiện rượu của chính mình. Khiếu nại của nhà McCollum đã bị bác bỏ với lý do Tu chính án thứ nhất bảo vệ quyền tự do biểu đạt nghệ thuật của Osbourne.

### Tái bản năm 2002
Năm 1986, Daisley và Kerslake kiện Osbourne vì chưa thanh toán phí bản quyền, cuối cùng họ giành được các quyền ghi công sáng tác trên Blizzard of Ozz và Diary of a Madman. Sau đó, một đĩa tái bản năm 2002 làm từ những album này đã thay thế các phần ghi trống và bass gốc của Daisley và Kerslake bằng các phần ghi mới của tay trống hiện tại của Osbourne là Mike Bordin và tay bass Robert Trujillo. Bản đĩa tái phát hành năm 2002 cũng có sự góp mặt của các ca sĩ Mark Lennon và John Shanks.
Lúc bấy giờ, Sharon (vợ kiêm người quản lý của Osbourne) đăng đàn rằng chính Ozzy chứ không phải cô mới là người chịu trách nhiệm về quyết định tái thu âm các bản nhạc kia, cô nói rằng "bởi hành vi lạm dụng và bất công của Daisley và Kerslake, Ozzy muốn xóa họ khỏi những bản thu này. Chúng tôi đã biến điều tiêu cực thành tích cực bằng cách đưa âm thanh tươi mới vào các album gốc." Tuy nhiên, Osbourne đã bác bỏ tuyên bố này trong cuốn tự truyện năm 2009 của mình, anh cho hay quyết định tái thu thu âm phần bass và trống gốc là quyết định của Sharon và rằng anh "không hề dính dáng gì đến chuyện đó". Nam ca sĩ nói rằng vợ mình "thình lình" và làm chuyện đó mà anh không hề hay biết. Anh còn nói rằng "một miếng dán trên bìa đĩa đã phanh phui chuyện ấy với mọi người", mặc dù lúc đầu miếng dán này không được đặt trên đĩa tái phát hành và chỉ được đặt trên bìa vào một ngày sau đó do sự phản đối kịch liệt của người hâm mộ đối với các bản ghi bị thay thế.
Năm 2003, vụ kiện của Daisley và Kerslake đã bị Tòa án Quận Hoa Kỳ ở Los Angeles bác bỏ. Vụ việc này đã được Tòa phúc thẩm Hoa Kỳ Địa hạt 9 tán thành. Liên quan đến vụ tái phát hành, Ozzy chia sẻ với The Pulse of Radio khi nhắc lại cuộc trò chuyện với Sharon, "Bạn biết không, bất kể hoàn cảnh ra sao, tôi muốn lấy lại bản gốc." Đĩa phát hành kỷ niệm 30 năm Blizzard of Ozz và Diary of a Madman chứa các bản ghi âm gốc, chứ không phải bản tái phát hành năm 2002.

## Danh sách bài hát
Tất cả các bài hát được sáng tác bởi Ozzy Osbourne, Randy Rhoads và Bob Daisley, trừ nơi ghi chú.
| Mặt một | Mặt một              | Mặt một  | Mặt một    |
| STT     | Nhan đề              | Sáng tác | Thời lượng |
| ------- | -------------------- | -------- | ---------- |
| 1.      | "I Don't Know"       |          | 5:16       |
| 2.      | "Crazy Train"        |          | 4:52       |
| 3.      | "Goodbye to Romance" |          | 5:36       |
| 4.      | "Dee"                | Rhoads   | 0:50       |
| 5.      | "Suicide Solution"   |          | 4:20       |

| Mặt hai          | Mặt hai                     | Mặt hai                                 | Mặt hai    |
| STT              | Nhan đề                     | Sáng tác                                | Thời lượng |
| ---------------- | --------------------------- | --------------------------------------- | ---------- |
| 1.               | "Mr. Crowley"               |                                         | 4:57       |
| 2.               | "No Bone Movies"            | Osbourne, Rhoads, Daisley, Lee Kerslake | 3:58       |
| 3.               | "Revelation (Mother Earth)" |                                         | 6:09       |
| 4.               | "Steal Away (The Night)"    |                                         | 3:28       |
| Tổng thời lượng: | Tổng thời lượng:            | Tổng thời lượng:                        | 39:31      |

| Bài tặng kèm tái bản năm 2002 | Bài tặng kèm tái bản năm 2002      | Bài tặng kèm tái bản năm 2002 |
| STT                           | Nhan đề                            | Thời lượng                    |
| ----------------------------- | ---------------------------------- | ----------------------------- |
| 10.                           | "You Lookin' at Me Lookin' at You" | 4:20                          |
| Tổng thời lượng:              | Tổng thời lượng:                   | 43:33                         |

| Các bài tặng kèm bản mở rộng năm 2011 | Các bài tặng kèm bản mở rộng năm 2011                      | Các bài tặng kèm bản mở rộng năm 2011 |
| STT                                   | Nhan đề                                                    | Thời lượng                            |
| ------------------------------------- | ---------------------------------------------------------- | ------------------------------------- |
| 10.                                   | "You Looking at Me, Looking at You" (Non-LP B-side)        | 4:15                                  |
| 11.                                   | "Goodbye to Romance" (trộn âm guitar & giọng hát năm 2010) | 5:42                                  |
| 12.                                   | "RR" (Rhoads; lấy từ các buổi ghi nháp "Blizzard of Ozz")  | 1:13                                  |
| Tổng thời lượng:                      | Tổng thời lượng:                                           | 50:23                                 |

## Nhân sự
- Ozzy Osbourne – hát chính, giọng hòa âm
- Randy Rhoads – guitar
- Bob Daisley – bass, hát bè, chiêng, viết lời
- Lee Kerslake – trống, bộ gõ, chuông hình ống, timpani
- Don Airey – đàn keyboard

### Tái bản năm 2002
- Ozzy Osbourne – hát chính, giọng hòa âm
- Randy Rhoads - guitar, guitar cổ điển
- Robert Trujillo – bass
- Mike Bordin – trống, bộ gõ, timpani, chiêng
- Danny Sabre – chuông hình ống
- Mark Lennon – hát bè
- John Shanks – hát bè trong "Steal Away (The Night)"

## Bảng xếp hạng
| Xếp hạng (1980-1981)        | Vị trí cao nhất |
| --------------------------- | --------------- |
| Canada Top Albums/CDs (RPM) | 8               |
| Album Anh Quốc (OCC)        | 7               |
| Album Hoa Kỳ Billboard 200  | 21              |

| Xếp hạng (1986)          | Vị trí cao nhất |
| ------------------------ | --------------- |
| Album New Zealand (RMNZ) | 47              |

| Năm  | Đĩa đơn       | Bảng xếp hạng        | Vị trí |
| ---- | ------------- | -------------------- | ------ |
| 1980 | "Crazy Train" | UK Singles Chart     | 49     |
| 1981 | "Crazy Train" | Mainstream Rock (Mỹ) | 9      |
| 1980 | "Mr Crowley"  | UK Singles Chart     | 46     |

## Chứng nhận
| Quốc gia                                                                                              | Chứng nhận  | Số đơn vị/doanh số chứng nhận |
| --- | ----------- | ----------------------------- |
| Úc (ARIA)                                                                                             | Vàng        | 35.000‡                       |
| Canada (Music Canada)                                                                                 | Bạch kim    | 100.000^                      |
| Anh Quốc (BPI)                                                                                        | Bạc         | 60.000^                       |
| Anh Quốc (BPI) 2011 Release                                                                           | Bạc         | 60.000^                       |
| Hoa Kỳ (RIAA)                                                                                         | 5× Bạch kim | 5.000.000‡                    |
| ^ Chứng nhận dựa theo doanh số nhập hàng. ‡ Chứng nhận dựa theo doanh số tiêu thụ và phát trực tuyến. |             |                               |